# Riu Kama
El Kama o Txulman (en tàtar: Чулман o Çulman, Txulman; en baixkir i rus: Кама, Kama; en udmurt i komi: Кам, Kam) és un gran riu de la Rússia europea i el principal afluent del Volga; de fet, és més gran que el Volga en el moment de la seva confluència.
Entre els pobles turquesos, el Kama es diu Txulman, i es considera l'origen del Volga. En total, fa 1.805 km de llarg.
Les ciutats principals a la seva riba són Solikamsk, Berezniki, Perm, Sarapul, i Nàberejnie Txelní. Neix a Udmúrtia, a 360 m d'altitud, prop de Kuliga; discorre al nord-oest i gira al nord-est prop de Loyno durant uns 200 km, girant al sud i oest al krai de Perm, entra de nou a Udmurtia, i finalment arriba al Tatarstan, a l'alçada de Kàmskoie Ústie, on s'uneix al Volga. La seva conca de drenatge és de 507.000 km². Abans de l'arribada del ferrocarril, era una via de transport molt important i estava connectat amb les conques dels rius Dvina del Nord i Petxora.

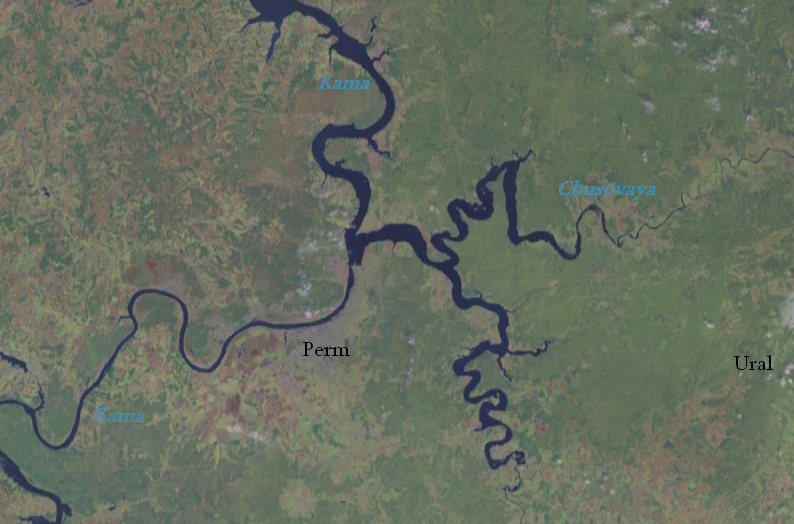
El riu Txusovàia on desemboca al Kama
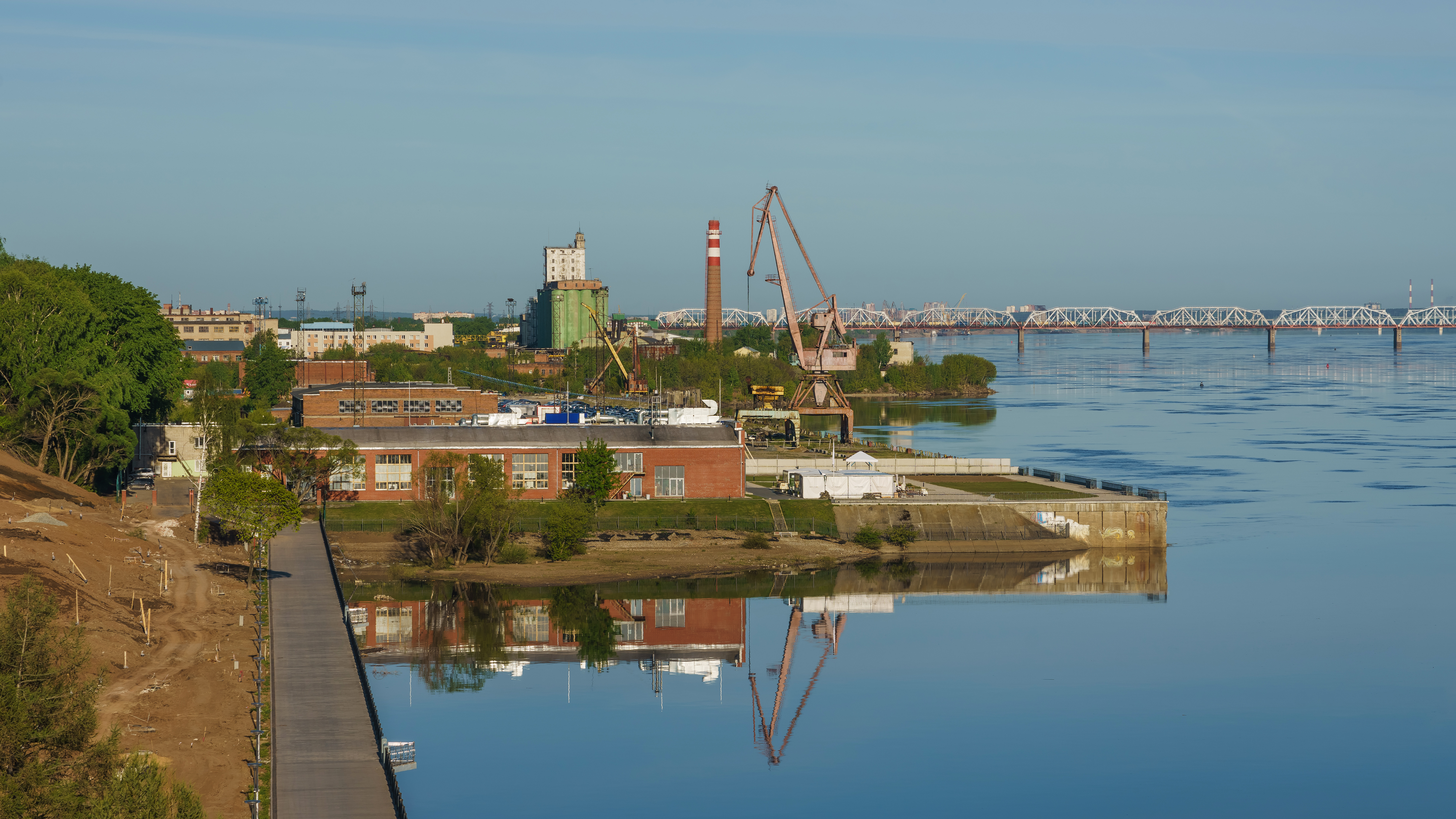
Foto del Kama al seu pas per Perm
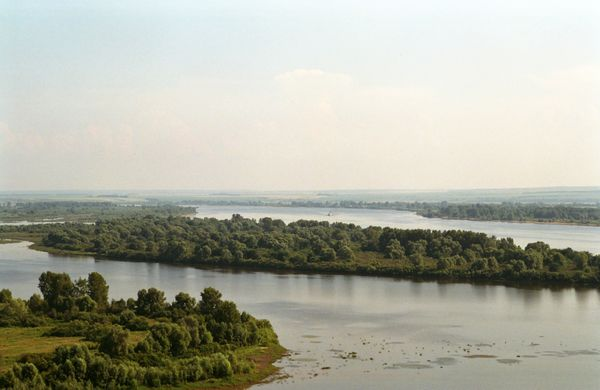
Vista a Ielàbuga
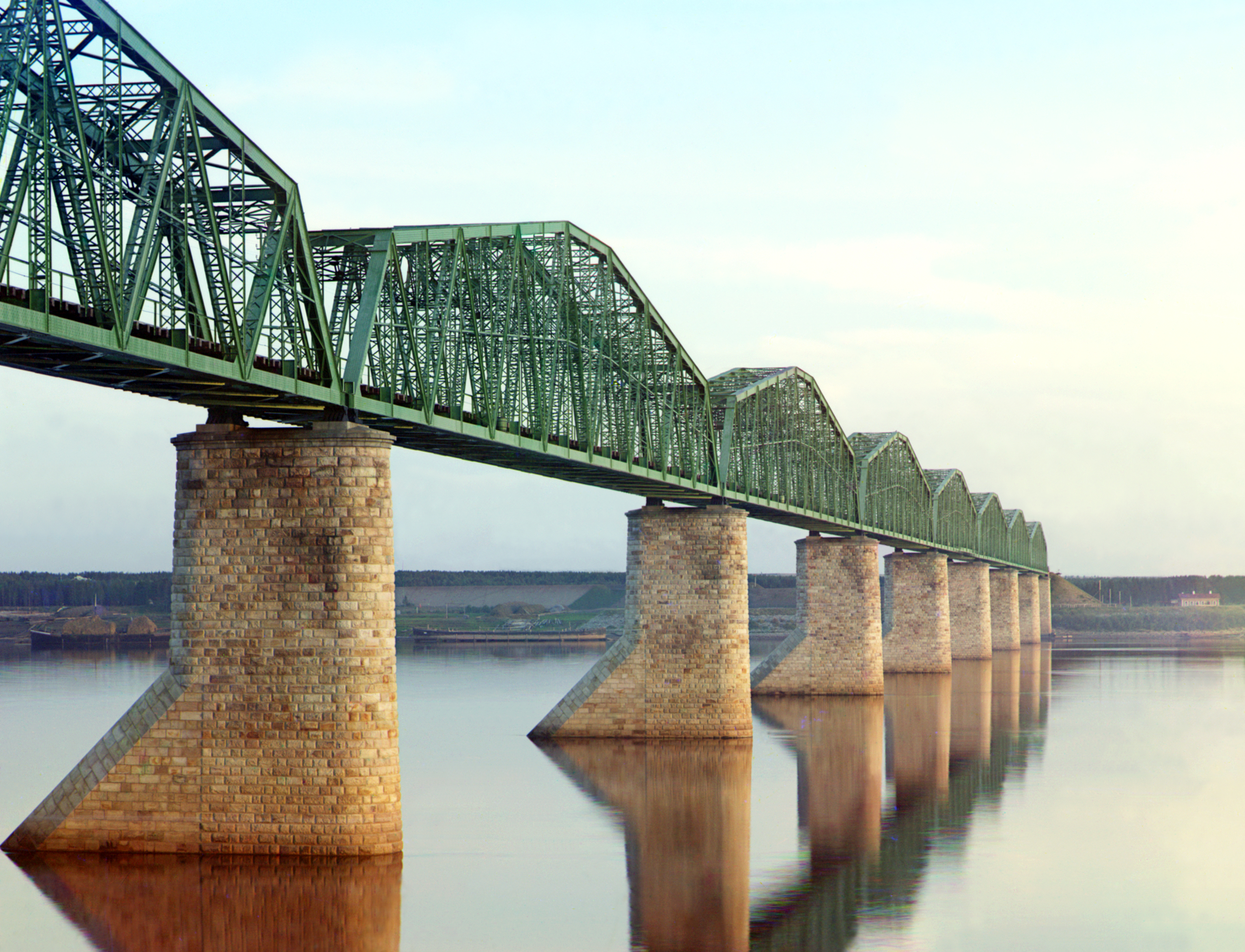
Foto en color del 1912